# Vandaag (BLØF)
Vandaag is een nummer van de Zeeuwse band BLØF uit 2009. Het nummer verscheen als de eerste single van hun negende studioalbum April.

## Achtergrondinformatie
Vandaag is afkomstig van April, het tweede deel van het tweeluik dat begon met Oktober. Op Oktober stonden al voornamelijk rustige ballads, op April wordt deze lijn voortgezet, maar nu op een zomerse manier. Vandaag is het enige nummer van beide albums dat niet in Ierland werd opgenomen en is dan ook een uitzondering op de akoestische aanpak van de band. Het uptempo nummer is opgedragen aan de oud-manager van BLØF, Frank van der Meijden, die eind 2008 besloot te stoppen als manager van de groep. Het nummer moet volgens BLØF het lentegevoel uitstralen en staat als bonustrack op het album.
Op de B-kant van de single van Vandaag staat het nummer Van veraf was het zo mooi, een duet met de Belgische Sam Bettens.
Het nummer ging op 2 maart 2009 in première op Radio 538 en 3FM. Op 20 maart verscheen de single. Radio 538 verkoos het nummer tot Alarmschijf.

## Tracklist
1. Vandaag - 03:27
2. Van veraf (Pickering Sessies) - 04:30

## Hitnotering
| "Vandaag" in de Nederlandse Top 40 - binnen 21 maart 2009 | "Vandaag" in de Nederlandse Top 40 - binnen 21 maart 2009 | "Vandaag" in de Nederlandse Top 40 - binnen 21 maart 2009 | "Vandaag" in de Nederlandse Top 40 - binnen 21 maart 2009 | "Vandaag" in de Nederlandse Top 40 - binnen 21 maart 2009 | "Vandaag" in de Nederlandse Top 40 - binnen 21 maart 2009 | "Vandaag" in de Nederlandse Top 40 - binnen 21 maart 2009 | "Vandaag" in de Nederlandse Top 40 - binnen 21 maart 2009 | "Vandaag" in de Nederlandse Top 40 - binnen 21 maart 2009 | "Vandaag" in de Nederlandse Top 40 - binnen 21 maart 2009 | "Vandaag" in de Nederlandse Top 40 - binnen 21 maart 2009 | "Vandaag" in de Nederlandse Top 40 - binnen 21 maart 2009 |
| Week                                                      | 1                                                         | 2                                                         | 3                                                         | 4                                                         | 5                                                         | 6                                                         | 7                                                         | 8                                                         | 9                                                         | 10                                                        |                                                           |
| --------------------------------------------------------- | --------------------------------------------------------- | --------------------------------------------------------- | --------------------------------------------------------- | --------------------------------------------------------- | --------------------------------------------------------- | --------------------------------------------------------- | --------------------------------------------------------- | --------------------------------------------------------- | --------------------------------------------------------- | --------------------------------------------------------- | --------------------------------------------------------- |
| Nummer                                                    | 30                                                        | 21                                                        | 7                                                         | 7                                                         | 8                                                         | 13                                                        | 16                                                        | 20                                                        | 22                                                        | 36                                                        | uit                                                       |

| "Vandaag" in de Nederlandse Single Top 100 - binnen 28 maart 2009 | "Vandaag" in de Nederlandse Single Top 100 - binnen 28 maart 2009 | "Vandaag" in de Nederlandse Single Top 100 - binnen 28 maart 2009 | "Vandaag" in de Nederlandse Single Top 100 - binnen 28 maart 2009 | "Vandaag" in de Nederlandse Single Top 100 - binnen 28 maart 2009 | "Vandaag" in de Nederlandse Single Top 100 - binnen 28 maart 2009 | "Vandaag" in de Nederlandse Single Top 100 - binnen 28 maart 2009 | "Vandaag" in de Nederlandse Single Top 100 - binnen 28 maart 2009 | "Vandaag" in de Nederlandse Single Top 100 - binnen 28 maart 2009 | "Vandaag" in de Nederlandse Single Top 100 - binnen 28 maart 2009 | "Vandaag" in de Nederlandse Single Top 100 - binnen 28 maart 2009 | "Vandaag" in de Nederlandse Single Top 100 - binnen 28 maart 2009 |
| Week                                                              | 1                                                                 | 2                                                                 | 3                                                                 | 4                                                                 | 5                                                                 | 6                                                                 | 7                                                                 | 8                                                                 | 9                                                                 | 10                                                                |                                                                   |
| ----------------------------------------------------------------- | ----------------------------------------------------------------- | ----------------------------------------------------------------- | ----------------------------------------------------------------- | ----------------------------------------------------------------- | ----------------------------------------------------------------- | ----------------------------------------------------------------- | ----------------------------------------------------------------- | ----------------------------------------------------------------- | ----------------------------------------------------------------- | ----------------------------------------------------------------- | ----------------------------------------------------------------- |
| Nummer                                                            | 3                                                                 | 10                                                                | 12                                                                | 48                                                                | 77                                                                | 68                                                                | 61                                                                | 75                                                                | 92                                                                |                                                                   |                                                                   |